# Molvena
Molvena település Olaszországban, Veneto régióban, Vicenza megyében. Lakosainak száma 2560 fő (2018. január 1.).

## Népesség
A település népességének változása:

| 2017 | 2 570 |
| 2018 | 2 560 |